# سقای (ورزقان)
سقای یکی از روستاهای استان آذربایجان شرقی است که در دهستان جوشین بخش خاروانا شهرستان ورزقان واقع شده‌است و علامه جعفری اصالتا اهل این روستا می باشد.